# صدفية مثية
الصدفية المَثِّية (بالإنجليزية: Seborrheic-like psoriasis)‏ وتُسمى أيضًا المُثاث(بالإنجليزية: seborrhiasis)‏، هي حالة جلدية تتميز بصدفية متداخلة مع التهاب الجلد الدهني.:193